# Allokepon hendersoni
Allokepon hendersoni är en kräftdjursart som först beskrevs av Giard och Bonnier 1888.  Allokepon hendersoni ingår i släktet Allokepon och familjen Bopyridae. Inga underarter finns listade i Catalogue of Life.